# Problem u Pollenskom zaljevu
Problem u Pollenskom zaljevu (izdan 1992.) je zbirka od 8 krimi priča Agathe Christie.
Priče su:
1. Problem u Pollenskom zaljevu (Parker Pyne)
2. Drugi udarac gonga (Hercule Poirot)
3. Žuti iris ekraniziran u petoj sezoni (1993.) TV serije Poirot
4. Harlequinski set za čaj (Harley Quin)
5. Misterij na regati (Parker Pyne)
6. Zaljubljeni detektivi (Harley Quin)
7. Pas na prvom mjestu
8. Cvijet magnolije

## Poveznice
- Problem u Pollenskom zaljevu  Arhivirana inačica izvorne stranice od 27. srpnja 2014. (Wayback Machine) na Agatha-Christie.net, najvećoj domaćoj stranici obožavatelja Agathe Christie